# Rhagophthalmidae
A Rhagophthalmidae a rovarok (Insecta) osztályában a bogarak (Coleoptera) rendjébe, azon belül a mindenevő bogarak (Polyphaga) alrendjébe tartozó család. Korábban a parázsbogárfélék (Phengodidae) részét alkották, csak 1994-ben emelték őket családi rangra. A szentjánosbogár-félékhez és a parázsbogárfélékhez hasonlóan világítószervük van (biolumineszcencia).

## Elterjedésük
7(-9) nembe sorolt mintegy 60 fajuk elterjedési területe a Palearktikum ázsiai területeitől az orientális régióig, Japántól Srí Lankáig húzódik.

## Megjelenésük, felépítésük
Kis- vagy közepes méretű bogarak (4.8–35 mm), a lárvaszerű nőstények a nagyobbak. Testük puha, lapított, oldalai hátrafelé gyakran szűkülnek. Fejük nagy, szélesebb, mint az előtor. Nagy szemeik kidülledőek. 3-12-ízű, fonalas vagy fésűs csápjuk rövid, hossza az előtort nem haladja meg. Pajzsocskájuk nagy. Szárnyfedők a varratnál nem illeszkednek szorosan, bordákat vagy pontsorokat viselnek. Lábaik hosszúak, vékonyak. Látható potrohszelvényeik száma 7 vagy 8.
A nőstények lárvaszerűek, hosszúkás orsó-alakúak, amely középen a legszélesebb. Fejük meglehetősen kicsi, csápjaik rövid hengeresek.

## Életmódjuk, élőhelyük
Életmódjuk kevéssé ismert. Hímjeik aktív repülők, éjszaka fényre repülnek. A szárnyatlan, lárvaszerű nőstények és a lárváik avarban élnek és ragadozó életmódot folytatnak.

## Rendszerezés
A taxon családi rangja vitatott. Régebben a parázsbogárfélék (Phengodidae) részét alkották, és az sem zárható ki, hogy közeli rokonságban vannak a szentjánosbogár-félékhez tartozó Pterotus nemmel, így végső soron mint az előbbi család alcsaládjaként kezelendők. A szentjánosbogár-félékhez és a Phengodidae családhoz hasonlóan van ugyan fénykibocsátó szervük, de úgy tűnik, e családokban egymástól függetlenül alakult ki a fénykibocsátás képessége.
Nemek:
Cydistus (Bourgeois, 1885)
Dioptoma (Pascoe, 1860)
Diplocladon (Gorham, 1883)
Dodecatoma (Westwood, 1843)
Falsophrixothrix (Pic, 1937)
Mimoochotyra (Pic, 1937)
Pseudothilmanus (Pic, 1918)
Rhagophthalmus (Motschulsky, 1854)
bizonytalan helyzetű faj: 	 
Menghuoius kusakabei (Kawashima, 2002)

## Fordítás
- Ez a szócikk részben vagy egészben  a   Rhagophthalmidae című angol Wikipédia-szócikk fordításán alapul.  Az eredeti cikk szerkesztőit annak laptörténete sorolja fel. Ez a jelzés csupán a megfogalmazás eredetét és a szerzői jogokat jelzi, nem szolgál a cikkben szereplő információk forrásmegjelöléseként.